# Filip de Nova villa
Filip de Villanuova /uváděn též jako : Filippo de Villanova/ (? – 20. října 1507 Kutná Hora) byl od 27. února 1499 titulární biskup Sidonu, pomocný biskup a generální vikář římskokatolické diecéze v Modeně . V letech 1504 až 1507 pobýval v českých zemích.
K biskupově pobytu v Čechách se vztahuje první zpráva k 26. květnu 1504, kdy se objevil v doprovodu českého studenta v Táboře. Odtud zamířil do Prahy, po cestě jej doprovázel slavnostní průvod pražských konšelů a univerzitních mistrů. Proto se předpokládá, že to byli právě oni, kdo zorganizovali příchod po Augustinovi Lucianim z Mirandoly. dalšího biskupa, který by světil utrakvistické bohoslovce na jáhny a kněze. Filip se brzy nato začal mimo jiné titulovat i jako biskup český, nicméně stejně jako jeho předchůdce narazil na odpor administrátora podobojí (Pavla ze Žatce), který se považoval za hlavu české utrakvistické církve a nově příchozímu biskupovi byl ochoten uznat jen právo na svěcení nových jáhnů a kněží. Spory mezi konzistoří a biskupem a jeho stranou se táhly celý rok 1505, v červnu 1506 biskup přesídlil do Kutné Hory. Už v listopadu se však pokusil v přestrojení odjet do Rakous. V Soběslavi se dal přemluvit k dalšímu setrvání a vrátil se do Kutné Hory, kde si z tamějšího kněžstva zřídil zvláštní konzistoř, která působila i po jeho smrti 20. října 1507.